# Инцидент в поделение 18 250 край София (2008)
Инцидентът в поделение 18 250 е поредица от експлозии, започнала на 3 юли 2008 г., на територията на поделението, намиращо се между квартал Челопечене и село Чепинци край София. Инцидентът се проследява обстойно в българските, както и в световни медии.

## Предистория
Поделението е единствената в България разснарядителна база за боеприпаси с изтекъл срок на годност и се състои от 2 цеха за разглобяване на боеприпаси и извличане на взривни вещества и прилежащите към тях складове за боеприпаси.

## Хронология на събитията
- Около 6:30 сутринта проехтяват няколко мощни експлозии, последвани от поредица по-малки, които продължават с часове. В близост до мястото на инцидента ударната вълна е усетена като слабо земетресение. В резултат на това са изпочупени стъклата на множество прозорци. В района се издига гъст дим, който се вижда от километри. Тътенът от взривовете също се чува на голямо разстояние.

- Пет часа след инцидента няма данни за жертви, пазачите на обекта са се евакуирали при първите експлозии. Двама ранени от счупени стъкла, както и един обгазен човек са приети за кратко в „Пирогов“. По данни на Агенцията за ядрено регулиране няма източници на радиоактивно и йонизиращо лъчение и радиационният фон в района е в нормални граници след взривовете.[2]

## Последствия
Счупени са стъкла на първия терминал на летище София. Излитащите полети за деня са отменени, а пристигащите са пренасочени към пловдивското летище.
Жители на квартал Челопечене твърдят, че около 15 ч. след обяд има нов взрив, който е още по-силен от тези сутринта – усетили са гръм и взривна вълна. От Министерството на отбраната обаче съобщават, че по информация към 15:10 ч. в складовете има само спорадични слаби експлозии. Усетеното като „взривна вълна“ се оказва земетресение с магнитуд 3,2 по скалата на Рихтер и IV степен по скалата на Медведев-Шпонхойер-Карник. Регистрирано е в 15:12 часа с епицентър 10 – 15 km юг-югоизточно от София. Според сеизмолозите това земетресение не може да е вследствие на взривовете.

## Мнения за случилото се
Първоначалните данни за количеството взривени боеприпаси и опасността за жителите на хората са противоречиви. На път за мястото на инцидента, пред бТВ, кметът на София Бойко Борисов призовава жителите на столицата да останат по своите домове и да затворят плътно прозорците си. Според тогавашният началник на Генералния щаб ген. Златан Стойков, взривовете са станали във военно поделение и цех за обезвреждане на боеприпаси, но отрича да има опасност за околната среда и хората. Според бившият началник на Генералния щаб, генерал Никола Колев, става дума за около 2000 – 2500 тона конвенционални боеприпаси на българската армия, предназначени за унищожаване. Според тогавашният военен министър Николай Цонев става дума за 20 тона тротил или 25 хиляди взриватели.

## Аналогични случаи
Изключително интересно е това, че по-малко от четири месеца по-рано, на 15 март 2008 г., се случва почти идентичен инцидент в албанската столица Тирана, близо до селцето Гърдец (Gërdec). Там обаче има голям брой жертви и ранени. Взривът в Гърдец е толкова силен, че според някои източници е бил чут дори в македонската столица Скопие, намираща се на 150 км разстояние. 

## Боеприпаси
Според Министерството на отбраната, преди инцидента в поделението са се съхранявали:
- 96 тона стрелкови боеприпаси
- 52 тона ръчни гранати
- 210 тона изстрели за гранатомет ПГ–7
- 75 тона 23 мм изстрели
- 48 тона 76,2 мм изстрели
- 252 тона 85 мм изстрели
- 21 тона 100 мм изстрели
- 17 тона 115 мм изстрели
- 83 тона 122 мм изстрели
- 94 тона 125 мм изстрели
- 211 тона 152 мм изстрели
- 20 тона реактивни дълбочинни бомби
- 23 тона бойни заряди
- 204 тона взриватели
- 68 тона пиротехнически средства
- 20 тона други взривни вещества
- 20 тона тротил